# Список игроков ЖФК ЦСК ВВС
Список Игроков ЦСК ВВС гораздо шире - многие являются Чемпионами России (но данных для создания отдельных статей по ИГРОКАМ не достаточно)

## Игроки ЦСК ВВС
| Игрок |
| --- |
| Батаева, Вера Андреевна 7 ноября 1978, полузащитница, в 1995 году провела в ЧР 2 матча |
| Богдашова, Мария Александровна 26 февраля 1995, защитница, выступала за клуб в 2006 и 2012 гг. |
| Боташева, Кулистан Магомедовна 30 июля 1967, защитница, в 1994-1999 гг. провела в ЧР 72 матча |
| Брылёва, Мария Николаевна 25 ноября 1975, нападающая, в 2000-2004 гг. провела в ЧР 49 матчей и забила 2 гола. |
| Васильева, Лилия Вениаминовна 16 сентября 1978, нападающая, в 1995, 1997-2003 гг. провела в ЧР 91 матч и забила 13 голов. В Кубке УЕФА провела 3 матча. |
| Васильева, Ольга Вениаминовна 13 апреля 1974, полузащитница, выступала за клуб в 2003 году |
| Гаврилина, Лада Юрьевна 23 ноября 1968, полузащитница, выступала в 1992—1993 гг. |
| Головко, Елена Анатольевна 04 июня 1975, полузащитница, в 1996-1998 гг. провела в ЧР 48 матчей и забила 4 мяча |
| Горячева, Анна Алексеевна 23 февраля 1986, нападающая, выступала за клуб в 2002-2004 гг. В Кубке УЕФА провела 1 матча. |
| Грабельникова, Наталья Валерьевна 25 августа 1975, защитница, в 2000-2001 гг. провела в ЧР 21 матч |
| Григорьева, Ирина Олеговна 21 января 1972, нападающая, в 1994-2004 гг. провела в ЧР 181 матч в Чемпионатах России и забила 77 голов (в 1994-2002 гг. провела 150 матчей и забила 72 гола, в 2003 году провела 14 матчей и забила 3 гола и в 2004 году провела 17 матчей и забила 2 гола). Кубке УЕФА провела 4 матча и забила 1 гол. |
| Громолюк, Анна Александровна 10 марта 1986, защитник |
| Дауренбекова, Орынбасар Амангельдиновна 3 сентября 1969, защитница, в 1994-2003 гг. провела в ЧР 134 матча и забила 3 гола |
| Денщик, Елена Викторовна 11 ноября 1973, полузащитница, в 2002-2003 гг. провела в ЧР 29 матчей и в Кубке УЕФА 5 матчей. |
| Джарболова, Сауле Интымаковна 23 октября 1968, защитница, в 1992-2003 гг. провела в ЧР 207 матчей и забила 19 голов. Кубке УЕФА провела 4 матча и забила 1 гол. |
| Дорошева, Наталья Николаевна 1 июня 1970, полузащитница, в 1992-95, 1997-99 гг. провела в ЧР 111 матчей и забила 10 голов |
| Дьячкова, Мария Александровна 26 мая 1982, нападающая, в 2001-2002 гг. провела в ЧР 36 матчей и забила 9 голов. В Кубке УЕФА провела 5 матчей и забила 1 гол. |
| Евдокимова, Дина Николаевна 27 августа 1967, полузащитница, в 1994 году провела в ЧР 13 матчей |
| Егорова, Татьяна Владимировна 10 марта 1970, полузащитница, в 1992-2000, 2002 гг. провела в ЧР 149 матчей (по другим данным 163 матча) и забила 33 гола. В Кубке УЕФА провела 5 матчей и забила 1 гол. В Кубке России провела не менее 11 матчей и забила 9 голов.                                                                   |
| Ефимова, Анастасия Владимировна 19 июня 1994, полузащитница, в 2010 гг. провела в ЧР 15 матчей и забила 5 гола |
| Игнатьева, Венера Владимировна 25 октября 1980, полузащитница |
| Исаева, Юлия Николаевна 30 июня 1977, защитница, в 1999-2002 гг. провела в ЧР 47 матчей и забила 3 гола. В Кубке УЕФА провела 5 матчей. |
| Карасёва, Наталья Владимировна 30 апреля 1977, защитница, выступала за клуб в 1999-2001 гг. |
| Карасёва, Ольга Валентиновна 6 октября 1985, полузащитница, в 2001-2002 гг. провела в ЧР 38 матчей и забила 4 гола. Кубке УЕФА провела 4 матча. |
| Козельская, Елена Юрьевна 1 июля 1976, полузащитница, в 1994-1997 гг. провела в ЧР 36 матчей и забила 1 гол |
| Козлова, Елена Дмитриевна 19 апреля 1973, полузащитница |
| Коломиец, Марина Геннадьевна 29 сентября 1972, полузащитница, в 1992-1995 гг. провела в ЧР 75 матчей и забила 15 голов |
| Колоскова, Рузана Юрьевна 5 апреля 1997, защитница, выступала за клуб в 2009-2015 гг. |
| Комарова, Галина Васильевна 12 августа 1977, полузащитница, выступала за клуб в 1996-2003 гг. В Кубке УЕФА провела 5 матчей. |
| Кононова, Елена Викторовна 17 августа 1969, полузащитница, выступала за клуб в 1996-1998 гг. |
| Костюкова, Анастасия Александровна 15 мая 1985, полузащитница, выступала за клуб в 2004 году. |
| Коханная, Оксана Александровна 22 марта 1972, полузащитница, в 1992-1993 гг. провела в ЧР 31 матч. |
| Кремлева, Ольга Владимировна 9 октября 1974, нападающая, в 1999-2003 гг. провела в ЧР 53 матчей и забила 40 голов. В Кубке УЕФА провела 5 матчей и забила 4 гола. |
| Кузнецова, Ольга Вячеславовна 14 декабря 1977, полузащитница, в 1994—95 гг. провела в ЧР 25 матчей и забила 2 гола |
| Купешова, Бота Каирбаевна 8 июня 1967, защитница, в 1992 году провела в ЧР 19 матчей. |
| Левыкина, Надежда Александровна 27 марта 1987, полузащитница, в 2004 году провела в ЧР 6 матчей. |
| Литвинова, Светлана Владимировна 6 июня 1964, полузащитница, в 1993-1997 гг. провела в ЧР 92 матча и забила 8 голов. |
| Малыгина, Ирина Сергеевна 24 апреля 1982, защитница, в 2001-2002 гг. провела в ЧР 18 матчей. |
| Мамаева, Марина Владимировна 31 марта 1968, защитница, в 1992-1995 гг. провела в ЧР 72 матча. |
| Марченко, Надежда Михайловна 3 июня 1964, нападающая, в 1993-1996 гг. провела в ЧР 62 матча и забила 20 голов. |
| Матвеева, Юлия Валерьевна 29 апреля 1975, полузащитник, выступал в 1997-2000 гг. |
| Мерзликина, Мария, полузащитница, в 1994 году провела в ЧР 1 матч |
| Михайленко, Галина Михайловна 12 мая 1973, нападающая |
| Морозова, Елена Александровна 7 января 1974, вратарь, выступала за клуб в 1996 году. |
| Нсанбаева, Сания Жангалиевна 19 ноября 1970, полузащитница, в 1992-1994 гг. провела в ЧР 59 матчей и забила 1 гол. |
| Нуркенова, Разия Тулеуовна 4 мая 1968, полузащитница, выступала за клуб в 2003-2010 гг. |
| Ознобихина, Татьяна Владимировна 21 ноября 1974, защитник |
| Орлова, Валентина Евгеньевна 19 апреля 1993, защитница, в 2010 гг. провела в ЧР 23 матча и забила 18 голов. |
| Першина, Ирина Николаевна 23 марта 1971, вратарь, в 1995 году провела в ЧР 5 матчей |
| Петряева, Ирина Юрьевна 7 января 1974, нападающая, в 2002 году провела в ЧР 14 матчей и забила 7 голов. В Кубке УЕФА провела 5 матчей. |
| Петько, Светлана Петровна 6 июня 1970, вратарь, в 1994-2002 гг. провела в ЧР 146 матчей. В Кубке УЕФА провела 5 матчей. |
| Пешина, Ольга Александровна 15 сентября 1987, нападающая, в 2003 году провела в ЧР 2 матчей и забила 2 гола. |
| Пигалёва, Мария Алексеевна 19 февраля 1981, вратарь, выступала за клуб в 1998-2001 гг. |
| Подойницина, Наталья Валерьевна 4 марта 1973, вратарь, выступала за клуб в 1989-1994 гг. |
| Поздеева, Анастасия Дмитриевна 12 июня 1993, полузащитница, выступала за клуб в 2002-2008 гг. |
| Покотило, Людмила Васильевна 10 июля 1971, полузащитница, в 1995 году провела в ЧР 16 матчей |
| Примак, Марина Геннадьевна 21 февраля 1972, защитница, выступала за клуб в 1993-1995 гг. В Кубке УЕФА провела 5 матчей. |
| Приходько, Галина Леонидовна 12 мая 1968, нападающая, в 1995-1996 гг. провела в ЧР 17 матчей и забила 2 гола. |
| Решетникова, Оксана Геннадьевна 17 сентября 1972, полузащитница, выступала в 1992—1993 гг. |
| Савина, Лариса Анатольевна 12 мая 1968, нападающая, в 1989-2000 гг. провела в ЧР 169 матчей и забила 94 гола. В Кубке России провела не менее 11 матчей и забила 11 голов. |
| Светлицкая, Александра Яковлевна 20 августа 1971, нападающая, в 1992-2000 гг. провела в ЧР 175 матчей и забила 56 голов. |
| Седакова, Светлана Васильевна 14 января 1974, защитница, в 2003-2004 гг. провела в ЧР 14 матчей и забила 1 гол. |
| Синютина, Анна Валерьевна 23 июня 1988, вратарь, выступала за клуб в 2004 году. |
| Смолякова, Наталья Ивановна 21 марта 1968, защитница, в 1992 г. провела в ЧР 24 матча. |
| Суслова, Екатерина Евгеньевна 3 октября 1986, полузащитница |
| Сухан, Лариса Викторовна 11 июня 1970, вратарь, в 1992 г. провела в ЧР 8 матчей. |
| Сухорукова, Наталья Владимировна 18 октября 1975, защитница, в 1996-1998 гг. провела в ЧР 42 матча и забила 5 голов. |
| Терёшина, Олеся Владимировна 4 апреля 1982, полузащитница, в 1998-1999 гг. провела в ЧР 17 матчей. |
| Тодуа, Эльвира Зурабовна 31 января 1986, вратарь, в 2002 году провела в ЧР 7 матчей чемпионата России и 2 матча Кубка УЕФА. В Кубке УЕФА провела 2 матча. |
| Трифонова, Ирина Вячеславовна 29 августа 1987, полузащитница |
| Уварова, Ольга Васильевна 29 июля 1982, полузащитница, в 2000-2002 гг. провела в ЧР 23 матча. |
| Филиппова, Наталья Николаевна 2 июля 1975, защитница, в 1995-2002 гг. провела в ЧР 92 матчей и забила 11 голов. В Кубке УЕФА провела 5 матчей. |
| Фомина, Елена Александровна 5 апреля 1979, нападающая, в 2001 году провела в ЧР 21 матч и забила 14 голов. |
| Фомина, Яна Владимировна 3 ноября 1986, защитница, выступала за клуб в 2004 году. |
| Чернова, Наталья Георгиевна 17 ноября 1977, полузащитница, в 2001 году провела в ЧР 15 матчей. |
| Шульга, Вероника Михайловна 27 апреля 1981, вратарь, выступала за клуб в 2004 году. |

## Примечание
Примечания
1. 1 2 3 4 5 6 7 8  М.Н.Кацман, С.О. Фадеев. Краткая энциклопедия женского футбола. — Калуга: «Калуга вечерняя», 1996. — 145 с. — 1000 экз.
2. 1 2 3 4 5 6 7 8 9 10 11 12 13 14 15 16 17 18 19 20  Список игроков ЦСК ВВС, вошедших в заявку 1994 года. womenfootball.ru. Архивировано 2020-10-18. Дата обращения: 1994-04-01. {{cite news}}: Проверьте значение даты: |accessdate= (справка)
3. 1 2 3 4 5 6 7 8 9 10 11 12 13 14 15 16 17 18 19 20 21 22  Список игроков ЦСК ВВС, вошедших в заявку 1995 года. womenfootball.ru. Архивировано 2017-12-28. Дата обращения: 1995-04-01. {{cite news}}: Проверьте значение даты: |accessdate= (справка)
4. 1 2 3 4 5 6 7 8 9 10 11 12 13 14 15 16 17 18 19 20 21 22 23 24  Список игроков ЦСК ВВС, вошедших в заявку 1996 года. womenfootball.ru. Архивировано 2017-12-28. Дата обращения: 1996-04-01. {{cite news}}: Проверьте значение даты: |accessdate= (справка)
5. 1 2  Наш календарь. Самарский футбол. Архивировано 12 августа 2021. Дата обращения: 28 июля 2003.
6. 1 2 3 4 5 6 7 8 9 10 11 12 13 14 15 16 17 18 19 20 21 22  Список игроков ЦСК ВВС, вошедших в заявку 2003 года. womenfootball.ru. Архивировано 14 июня 2018. Дата обращения: 1 апреля 2003.
7. 1 2 3 4 5 6 7 8 9 10 11 12 13 14 15 16 17 18 19 20 21  Список игроков ЦСК ВВС, вошедших в заявку 2004 года. womenfootball.ru. Архивировано 15 ноября 2016. Дата обращения: 1 апреля 2004.
8. 1 2  Наш календарь. Самарский футбол. Архивировано 29 января 2021. Дата обращения: 24 ноября 2003.
9. 1 2  Наш календарь. Самарский футбол. Архивировано 30 июня 2020. Дата обращения: 15 сентября 2003.
10. ↑  Наш календарь. Самарский футбол. Архивировано 8 сентября 2021. Дата обращения: 15 декабря 2003.
11. ↑  Наш календарь. Самарский футбол. Дата обращения: 26 августа 2003.
12. 1 2  Наш календарь. Самарский футбол. Архивировано 14 августа 2021. Дата обращения: 20 января 2003.
13. ↑  Протоколы матчей сезоны 2003. womenfootball.ru. Архивировано 3 сентября 2016. Дата обращения: 20 декабря 2003.
14. ↑  XIII Чемпионат России. flsr.narod.ru. Архивировано 17 ноября 2004. Дата обращения: 1 декабря 2004.
15. ↑  XIII Чемпионат России. csk-vvs.narod.ru. Архивировано 10 марта 2005. Дата обращения: 1 декабря 2004.
16. ↑  Наш календарь. Самарский футбол. Архивировано 16 августа 2021. Дата обращения: 2 сентября 2003.
17. ↑  Наш календарь. Самарский футбол. Архивировано 5 августа 2021. Дата обращения: 11 октября 2003.
18. ↑  Наш календарь. Самарский футбол. Архивировано 7 августа 2021. Дата обращения: 20 октября 2003.
19. 1 2  Наш календарь. Самарский футбол. Дата обращения: 27 мая 2003.
20. 1 2 3  Виталий Прищепов. Буклет к матчу в Самаре / Виталий Прищепов. — Самара: стадион «Металлург», 02.11.2002. — 500 экз.
21. ↑  Наш календарь. Самарский футбол. Архивировано 14 августа 2021. Дата обращения: 11 марта 2003.
22. ↑  зона «Центр-Волга». womenfootball.ru. Архивировано 5 мая 2012. Дата обращения: 1 декабря 2010.
23. ↑  Финальный этап. womenfootball.ru. Архивировано 14 сентября 2019. Дата обращения: 1 декабря 2010.
24. 1 2 3  Наш календарь. Самарский футбол. Архивировано 9 июня 2020. Дата обращения: 30 июня 2003.
25. 1 2  Наш календарь. Самарский футбол. Архивировано 27 января 2021. Дата обращения: 7 октября 2003.
26. ↑  Наш календарь. Самарский футбол. Дата обращения: 25 марта 2003.
27. 1 2  Наш календарь. Самарский футбол. Архивировано 1 октября 2020. Дата обращения: 17 марта 2003.
28. 1 2 3 4  Наш календарь. Самарский футбол. Архивировано 16 апреля 2021. Дата обращения: 2 июня 2003.
29. ↑  Наш календарь. Самарский футбол. Архивировано 14 августа 2021. Дата обращения: 21 апреля 2003.
30. 1 2 3  Наш календарь. Самарский футбол. Дата обращения: 31 марта 2003.
31. 1 2  Наш календарь. Самарский футбол. Архивировано 11 августа 2021. Дата обращения: 17 ноября 2003.
32. ↑  Наш календарь. Самарский футбол. Архивировано 30 июня 2016. Дата обращения: 12 мая 2003.
33. ↑  В.И.Черкашин. От «Сибирячки» до «Енисея». — Красноярск: ООО «ИПЦ «КаСС», 2012. — 280 с. — 1000 экз. Архивировано 8 апреля 2020 года.
34. ↑  Наш календарь. Самарский футбол. Архивировано 14 марта 2022. Дата обращения: 9 июня 2003.
35. ↑  Наш календарь. Самарский футбол. Архивировано 6 марта 2019. Дата обращения: 13 октября 2003.
36. ↑  Наш календарь. Самарский футбол. Архивировано 14 августа 2021. Дата обращения: 27 января 2003.

См. также